# Тирниаузький гірничо-збагачувальний комбінат
Тирниаузький гірничо-збагачувальний комбінат — підприємство з видобутку вольфрамо-молібденових руд на однойменному родовищі у Кабардино-Балкарії (Баксанська ущелина), РФ.

## Характеристика родовища
Родовище приурочене до тектонічної зони потужністю 3-4 км. У межах родовища виділяють 14 потужних крутоспадних (65-90°) рудних тіла.

## Технологія розробки
Гірничі роботи ведуть на висоті 2000-3000 м. Підземний видобуток ведеться за системами поверхового примусового та поверхового камерного обвалення з відбійкою руди глибокими свердловинами. На відкритих роботах свердловини бурять шарошковими станками, навантажують руду екскаваторами. Транспорт — автомобільний. Є збагачувальна фабрика.

## Інтернет-ресурси
- Місто в ущелині [Архівовано 5 березня 2016 у Wayback Machine.]